# Snape (Suffolk)
Snape è un paese di 600 abitanti della contea del Suffolk, in Inghilterra.

## Cultura
La famosa scrittrice inglese J. K. Rowling ha dichiarato di aver tratto ispirazione da Snape quando si è trattato di decidere il nome di uno dei più celebri personaggi della serie di Harry Potter, Severus Piton (nell'originale inglese: Severus Snape).